# Over the Edge
Over the Edge är det amerikanska punkbandet Wipers tredje studioalbum, utgivet på vinyl 1983 av Brain Eater Records och Trap Records. Flera återutgivningar på olika skivbolag har sedan dess gjorts.
En annan inspelning av spåret Romeo utgavs 1982 på Trap, med No Solution som b-sida.

## Låtlista[1]

### Sida A
| Nr | Titel         | Längd |
| -- | ------------- | ----- |
| 1. | Over the Edge | 3:49  |
| 2. | Doom Town     | 3:56  |
| 3. | So Young      | 4:20  |
| 4. | Messenger     | 1:54  |
| 5. | Romeo         | 3:55  |

### Sida B
| Nr | Titel                 | Längd |
| -- | --------------------- | ----- |
| 1. | Now Is the Time       | 3:00  |
| 2. | What Is               | 2:18  |
| 3. | No One Wants An Alien | 3:22  |
| 4. | The Lonely One        | 3:38  |
| 5. | No Generation Gap     | 3:10  |
| 6. | This Time             | 2:55  |